# هنری انگلهارت
هنری انگلهارت (به انگلیسی: Henry Engelhardt) (زاده ۱۹۵۸) کارآفرین، بازرگان و مدیر ارشد اجرایی بریتانیایی-آمریکایی است، که در حال حاضر به‌عنوان مدیر عامل اجرایی گروه آدمیرال فعالیت می‌کند.